# Khu di tích chiến trường Điện Biên Phủ
Quần thể di tích chiến trường Điện Biên Phủ là một quần thể các di tích lịch sử nằm tại tỉnh Điện Biên ghi lại chiến công của Quân đội nhân dân Việt Nam trong chiến dịch Điện Biên Phủ. Hiện nay, nơi đây đã được thủ tướng chính phủ Việt Nam đưa vào danh sách xếp hạng 130 di tích quốc gia đặc biệt.
Các di tích nổi bật của chiến trường Điện Biên bao gồm đồi A1, C1, C2, D1, cứ điểm Hồng Cúm, Him Lam, đồi Độc Lập, cầu Mường Thanh, sân bay Mường Thanh (nay là sân bay Điện Biên Phủ) và hầm chỉ huy tập đoàn cứ điểm Điện Biên Phủ.

## Đồi A1

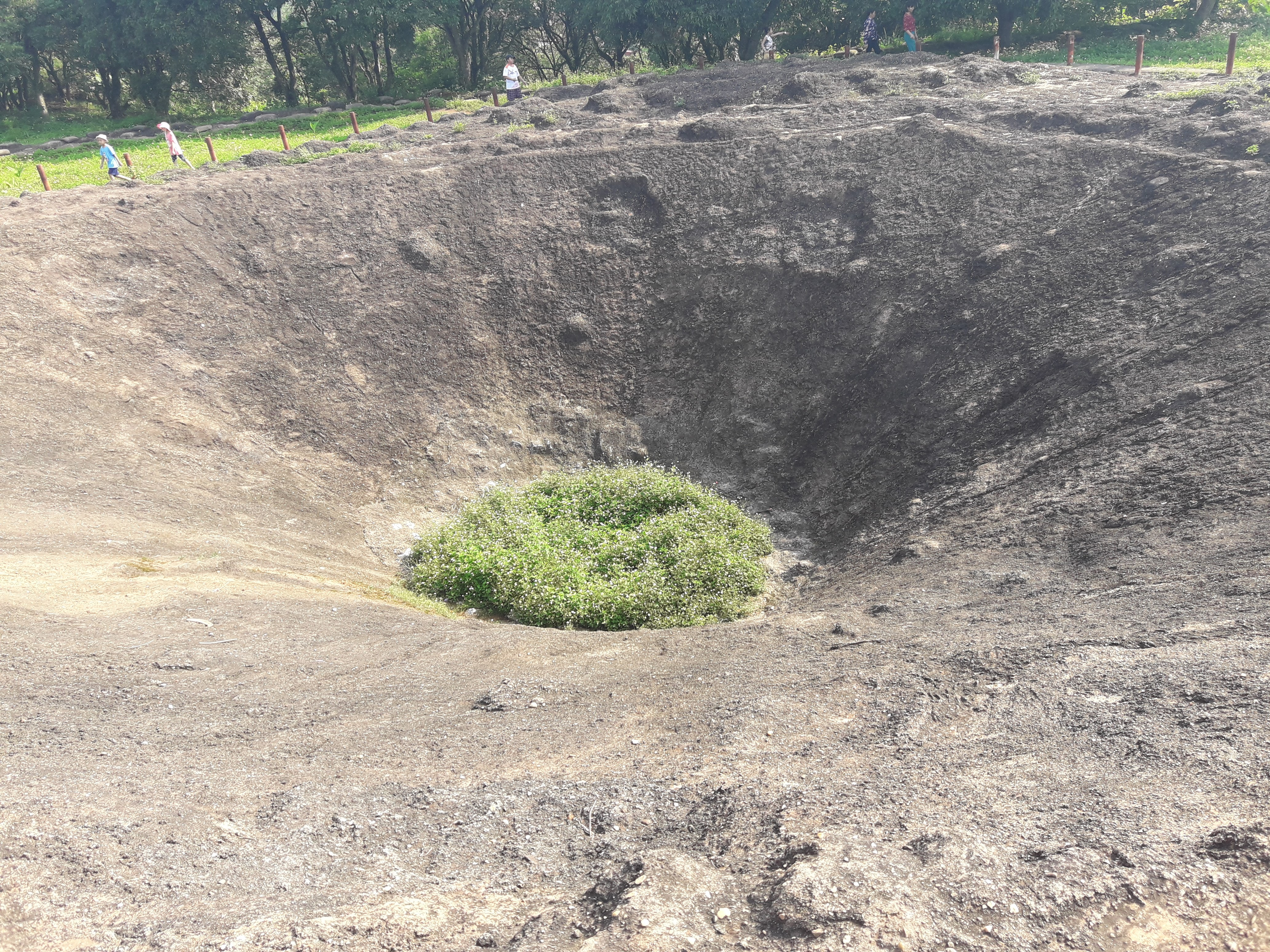
Ảnh chụp hố bộc phá ở đồi A1.

Đồi A1 nằm ở phường Mường Thanh, thành phố Điện Biên Phủ, tỉnh Điện Biên, là cứ điểm quan trọng nhất trong tập đoàn cứ điểm của thực dân Pháp ở Điện Biên Phủ. Đồi A1 nằm dài theo hướng Tây Bắc – Đông Nam, bao gồm 2 đỉnh: Tây Bắc cao hơn 490m, Đông Nam cao hơn 493m. A1 là ký hiệu mà quân đội Việt Nam đặt cho quả đồi. Sáng ngày 7 tháng 5 năm 1954, quân đội Việt Nam đã chiếm được đồi A1.
Hiện nay, trên đỉnh Tây Bắc của đồi A1 có đài kỷ niệm được xây theo kiểu "ở giữa cao, hai bên thấp và đều có hình mái đầu đạo". Phía trước là lư hương, ở giữa là tấm bia, phù hiệu Quốc kỳ, sao vàng nền tròn đỏ, xung quanh là vòng tương hoa.
Một di tích quan trọng ở đồi A1 là cái hố hình phễu rộng hơn 100 m² do khối bộc phá nghìn cân được quân đội Việt Nam đưa vào hầm ngầm phát nổ tạo ra. Cùng với đó là hệ thống đường hào, lô cốt xung quanh đồi, xác xe tăng và một số khẩu pháo được sử dụng trong trận chiến.

## Hầm chỉ huy tập đoàn cứ điểm Điện Biên Phủ

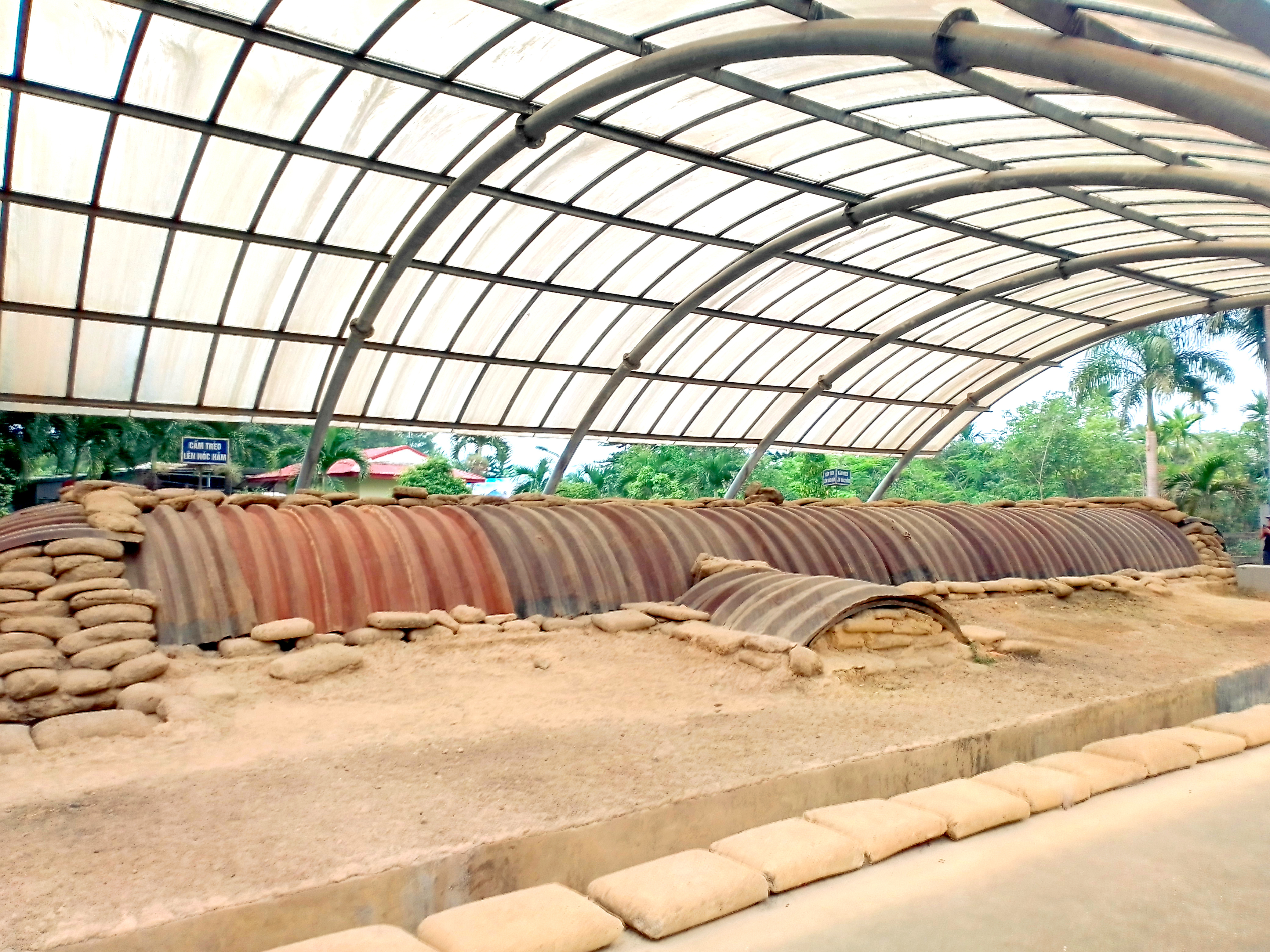
Hầm chỉ huy tập đoàn cứ điểm Điện Biên Phủ, chụp năm 2022

Hầm chỉ huy tập đoàn cứ điểm Điện Biên Phủ, hay hầm Đờ Cát, nằm ở trung tâm tập đoàn cứ điểm Điện Biên Phủ, thuộc cánh đồng Mường Thanh, thành phố Điện Biên Phủ, tỉnh Điện Biên.
Hầm dài 20m và rộng 8m, chia làm bốn ngăn. Đây là nơi làm việc và nghỉ ngơi của tướng Christian de Castries (đọc như Đờ Ca-xtơ-ri) cùng Bộ chỉ huy Tập đoàn cứ điểm Điện Biên Phủ.
Tại đây, tướng De Castries đã tiếp đón nhiều quan chức cấp cao của Pháp, Mỹ như Thủ tướng Pháp Joseph Laniel, Tổng thống Mỹ cũng như các nhà báo quốc tế khác. Vào lúc 17 giờ 30 phút ngày 7 tháng 5 năm 1954, Tạ Quốc Luật, chỉ huy trưởng đại đội 360, trung đoàn 209, sư đoàn 312 đã bắt sống tướng Đờ Cát tại bàn làm việc.
Cấu trúc và cách bố trí, sắp xếp của căn hầm vẫn còn được giữ nguyên. Xung quanh hầm là hàng rào phòng thủ với hệ thống dây kẽm gai dày đặc và bốn chiếc xe tăng. Hầm Đờ Cát dài 20 m và rộng 8 m, bao gồm bốn gian dùng cho cả nơi ở và làm việc. Hiện nay, công trình đã được lắp thêm mái che bằng kính để bảo quản được tốt hơn.

## Sở chỉ huy chiến dịch Điện Biên Phủ
Sở chỉ huy chiến dịch Điện Biên Phủ nằm trong một khu rừng nguyên sinh tại địa phận xã Mường Phăng, huyện Điện Biên, tỉnh Điện Biên, cách thành phố Điện Biên Phủ 35 km về phía đông. Đây là nơi làm việc của các đồng chí Võ Nguyên Giáp, Hoàng Văn Thái… Sở chỉ huy có diện tích tự nhiên khoảng 90 km², được bố trí thành một hệ thống liên hoàn có hầm hào và lán trại. Gần với Sở chỉ huy có đài quan sát trên đỉnh núi độ cao trên 1000 m, từ đài quan sát này có thể bao quát hoạt động và diễn biến ở thung lũng Mường Thanh. Sở chỉ huy gồm:
- Chòi canh gác số 1
- Hầm thông tin liên lạc
- Đài quan sát
- Lán ở và làm việc của Đại tướng Võ Nguyên Giáp
- Lán ở và làm việc của Tham mưu trưởng Hoàng Văn Thái
- Đường hầm xuyên núi dài 96 m nối liền lán của Đại tướng Võ Nguyên Giáp và Tham mưu trưởng Hoàng Văn Thái
- Hầm của ban cố vấn Trung Quốc
- Nhà hội trường
- Hầm ban chính trị

## Bảo tàng chiến thắng Điện Biên Phủ
Bảo tàng Điện Biên Phủ nằm đối diện với nghĩa trang liệt sĩ trên đồi A1, ở trung tâm thành phố Điện Biên Phủ, tỉnh Điện Biên. Bảo tàng Điện Biên Phủ được xây dựng vào năm 1984 nhân dịp kỷ niệm 30 năm chiến thắng lịch sử Điện Biên Phủ. Vào cuối năm 2003, bảo tàng Điện Biên Phủ đã tiến hành nâng cấp và chỉnh lý lại khu trưng bày. Tính đến thời điểm đó, bảo tàng có 5 khu trưng bầy với 274 hiện vật và 122 bức tranh theo từng chủ đề sau:
- Vị trí chiến lược của Điện Biên Phủ
- Tập đoàn cứ điểm của địch tại Điện Biên Phủ
- Đảng chuẩn bị đường lối chỉ đạo cho chiến dịch Điện Biên Phủ
- Ảnh hưởng của chiến thắng Điện Biên Phủ
- Điện Biên Phủ ngày nay

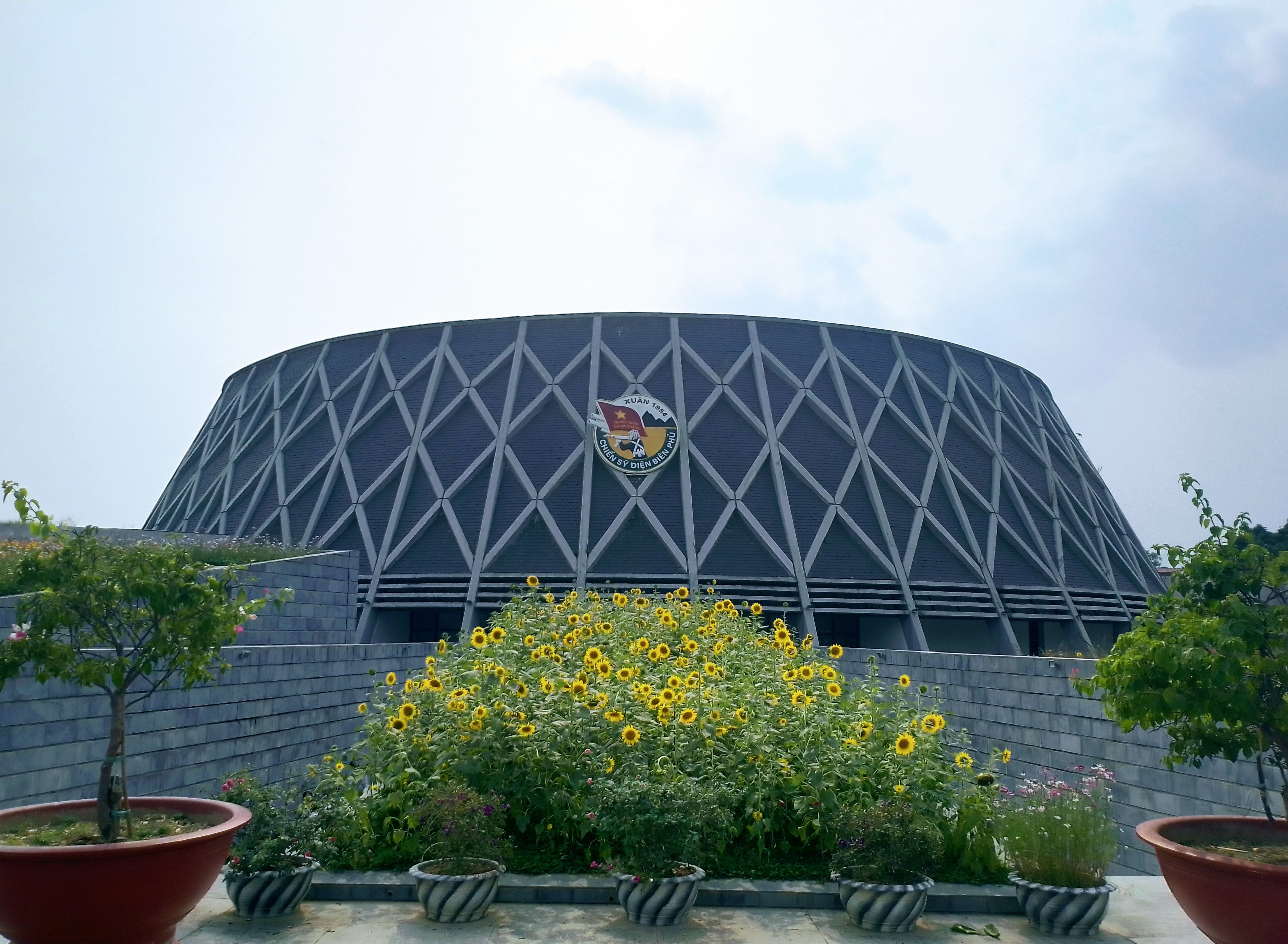
Ảnh chụp mặt trước bảo tàng chiến thắng lịch sử Điện Biên Phủ, Điện Biên, Việt Nam

Đến tháng 10 năm 2012, Bảo tàng chiến thắng Điện Biên Phủ (Tên đầy đủ: Bảo tàng chiến thắng lịch sử Điện Biên Phủ) được khởi công xây dựng để chào mừng kỷ niệm 60 năm chiến thắng Điện Biên Phủ (2014), thay cho Bảo tàng Điện Biên Phủ. Bảo tàng mới này được xây dựng trên diện tích 22000 m², với tổng vốn đầu tư trên 211 tỷ đồng và khánh thành vào ngày 5 tháng 5 năm 2014.
Nhà bảo tàng được thiết kế dạng hình nón cụt, cách điệu chiếc mũ lưới của chiến sĩ Điện Biên năm xưa, gồm một tầng hầm và một tầng nổi. Trong đó, tầng hầm là nơi đón tiếp khách tham quan, không gian học tập, tương tác và các dịch vụ vui chơi giải trí. Tầng nổi là không gian trưng bày cố định chuyên đề chiến thắng lịch sử Điện Biên Phủ, không gian toàn cảnh và bộ phận làm việc.
Bảo tàng rộng hơn 7000 m², trưng bày gần 1000 hiện vật và hình ảnh được chia làm 4 nội dung:
- Chặng đường 9 năm kháng chiến chống thực dân Pháp (từ 9 tháng 1945 đến tháng 9 năm 1953)
- Diễn biến chiến dịch Điện Biên Phủ
- Sự giúp đỡ của nhân dân thế giới đối với chiến dịch Điện Biên Phủ và tác động của chiến dịch Điện Biên Phủ đối với thế giới
- Phòng tôn vinh.
- Mái vòm được vẽ tranh về những kì tích lịch sử.

Bao quanh khu vực mái vòm ở tầng hai của bảo tàng là một bức tranh toàn cảnh (panorama) với tựa đề Khúc khải hoàn. Bức tranh sơn dầu này rộng tổng cộng 3225 m², cao 9 m (tính cả mái vòm là 20,5 m), dài 132 m, đường kính 42 m; được vẽ trên nền vải toan, cùng với các hiện vật sắp đặt. Đây là bức tranh tròn quy mô lớn đầu tiên tại Việt Nam và là một trong số những bức tranh tròn lớn nhất thế giới. Nhóm vẽ tranh do hoạ sĩ Nguyễn Văn Mạc làm trưởng nhóm, gồm từ 100 đến 200 hoạ sĩ, đã phác thảo trong gần một năm và hoàn thiện tác phẩm này trong vòng hai năm. Tác phẩm này đã được trao giải nhất Giải thưởng Hội Mỹ thuật Việt Nam năm 2022.

## Đồi Him Lam
Đồi Him Lam ngày nay nằm ở phường Him Lam, thành phố Điện Biên Phủ, tỉnh Điện Biên.
Kỷ niệm 50 năm Chiến thắng Điện Biên Phủ và "Năm du lịch Điện Biên", nhân dân đã tự nguyện góp hàng chục nghìn công lao động, hàng tỷ đồng làm đường giao thông, chỉnh trang phố xá. Hàng chục nhà nghỉ tiện lợi, trong đó có bản văn hóa – du lịch Him Lam, cùng 3 đội văn nghệ dân tộc Thái được xây dựng phục vụ du khách trong và ngoài nước lên thăm Điện Biên.